# Óðr
Óðr è un dio della mitologia norrena. Appartiene alla stirpe dei Vanir, è lo sposo di Freia e il padre di Hnoss e Gersemi.
Non è stato trasmesso alcun mito che lo riguardi. Si dice solo che facesse lunghi viaggi, tanto che Freyja dapprima piangeva lacrime d'oro per la sua assenza, quindi si spingeva ella stessa a viaggiare tra popoli sconosciuti alla sua ricerca.
Il nome di Óðr, che significa "invasato" o "posseduto", è verosimilmente legato alla stessa radice da cui deriva il nome del dio Odino. Come Odino, Óðr è un dio collegato alla magia, oltre che ai lunghi viaggi. Tuttavia è diverso da Odino in quanto ha sposato Freyja e non Frigg e non vi è conferma che Óðr e Odino fossero la stessa divinità. 
Potrebbe essere stato uno dei tanti ostaggi dati dagli Æsir ai Vanir per poi sposare Freyja.